# Ademar Pantera
Ademar Miranda Júnior, detto Ademar Pantera (San Paolo, 31 ottobre 1941 – San Paolo, 30 novembre 2001), è stato un calciatore brasiliano, di ruolo attaccante.

## Carriera

### Club
Ademar iniziò la sua carriera nel Prudentina nel 1961, dove giocò per due stagioni, totalizzando 38 presenze e segnando 11 gol. Nel 1964 si trasferì al Palmeiras, dove rimase fino al 1966, prima di passare al Flamengo, dove divenne uno degli attaccanti più prolifici della squadra, segnando 31 gol in 44 partite.
Nel 1967 tornò al Palmeiras, dove giocò fino al 1968, segnando 38 gol in 73 partite. Nello stesso anno passò al Fluminense, ma la sua esperienza durò solo 3 partite senza segnare gol.
Nel 1969 si trasferì al Coritiba, prima di concludere la carriera giocando brevemente con l'Uberaba nel 1970.

### Nazionale
Ademar Pantera giocò con la Nazionale brasiliana dal 1962 al 1965, totalizzando 6 presenze e segnando 3 gol.

## Palmarès

### Club

#### Competizioni nazionali
- Torneo Roberto Gomes Pedrosa: 1

Palmeiras: 1967
- Taça Brasil: 1

Palmeiras: 1967
- Campionato paulista: 1

Palmeiras: 1966
- Campionato Paranaense: 1

Coritiba: 1969
- Torneo Rio-San Paolo: 1

Palmeiras: 1965
- Campeonato Paulista Primeira Divisão: 1

Prudentina: 1961

### Individuale
- Capocannoniere del Torneo Rio-San Paolo: 1

1965 (13 gol)
- Capocannoniere del Torneo Roberto Gomes Pedrosa: 1

1967 (15 gol)